# Praslin
För andra betydelser, se Praslin (olika betydelser).
Praslin är den näst största ön i örepubliken Seychellerna. Ön är belägen i den västra delen av Indiska oceanen. Ön är 4 km bred och 11 km lång och ligger 10 km nordost Seychellernas huvudö Mahé.
Praslin har en berggrund av granit med en bergskam som sträcker sig i öst-västlig riktning över ön. Uppe i bergen på den sydliga delen av ön ligger nationalparken Valleé de Mai som består av en ursprunglig skog som härbärgerar ett rikt växt- och fågelliv.
Sju procent av Seychellernas befolkning lever på ön. Kopra, vanilj och grönsaker samt skog odlas på Praslin som också är ett turistmål där Grande Anse och Baie Sainte-Anne är viktiga orter. 
Det finns ett flygfält vid Amitié, kallat Praslin Island Airport eller Iles des Palmes Airport.